# 三菱・ランサーカーゴ
ランサーカーゴ（LANCER CARGO）は、三菱自動車工業が販売していたライトバンである。本稿では前身となったランサーバン（LANCER VAN）についても述べる。

## ランサーバン

### 初代（1973年 - 1985年）
- 1973年9月 - 初代ランサーをベースに販売開始。
- 1976年11月 - マイナーチェンジでフロントまわりのフェイスリフト。同時に51年排出ガス規制適合に伴い最高出力が70psから68psへスペックダウン。
- 1979年4月 - マイナーチェンジで54年排出ガス規制適合。これに伴いエンジンがこれまでのネプチューンエンジン（4G41／4G42）からオリオンエンジン（G11B/G12B）に換装。
- 1982年2月 - 仕様変更。56年排出ガス規制適合。フロントラジエターグリル部分に「MMC」マークが追加される。

### 2代目（1985年 - 1992年）
- 1985年2月 - フルモデルチェンジ。2代目ミラージュ/ランサーフィオーレをベースとしたFF車に転換し、乗用ワゴンのミラージュワゴン/ランサーワゴンも同時に発売された。
- 1986年8月 - マイナーチェンジ。フロントグリルとサイドターンシグナルランプを変更し、後にスリーダイヤがフロントグリル中央に配置される。 フルタイム4WDを追加。
- 1989年10月 - マイナーチェンジ。フロントグリルの意匠変更（当時のミラージュ及びランサーに合わせていた）。
- 1992年3月 - オーダーストップによって生産終了。以後は在庫のみの対応となる。
- 1992年5月 - リベロの登場に伴いワゴンとともに販売終了。ランサー名義のワゴンモデルは一時的に途絶えることとなる。

## ランサーカーゴ

### 初代（2003年 - 2008年）
- 2003年1月6日 - リベロカーゴの後継車として発売。乗用ワゴンのランサーセディアワゴンをベースとしている。フロント部はセディアの「1.5MX」「1.5MX-E」系グレード、およびセディアワゴンの「1.8TS」「1.8EXCEED」系グレードと同じ2灯式ヘッドランプを採用。リア部は積載時のスムーズさを考慮しランサーセディアワゴンとは異なったゲート位置を低くしたデザインである。
  - 12月1日 - 一部改良。センタードアロックなどを標準装備。
- 2005年1月11日 - 一部改良。全車平成17年排出ガス規制の75%低減レベル（☆☆☆☆）を達成。
  - 12月1日 - 一部改良。ハイマウントストップランプを全車に標準装備。

### 2代目（2008年 - 2019年）
- 2007年4月3日 - 日産自動車が2008年より、AD/ADエキスパート[注釈 1]を三菱向けにOEM供給すると発表。これにより、三菱は軽商用車を除く日本国内向け普通・小型商用車の自社生産から撤退することとなった[注釈 2]。
- 2008年12月24日 - フルモデルチェンジして発売。これにより、荷室容量が拡大されたほか、従来の1.5L車（15M・15S・15G）に加え、1.2L車（12S・12M）、1.8L車（18M・18G）、4WD専用の1.6L車（16S・16M・16G）が加わり、バリエーションが広がった。また、1.5L車と1.6L車の寒冷地仕様車で「平成22年度燃費基準+25%」を達成した。
- 2010年9月9日 - 一部改良。新たに助手席エアバッグ、電源コンセント（100V・100W）、アシストグリップ（12S・12M・15S・15M・16S・16Mは助手席、15G・16G・18M・18Gは助手席+後席左右）を標準装備し、機能を向上させた。
- 2012年5月11日 - 一部改良。「15G」・「16G」・「18G」を除く全車でフロントシートヘッドレストの高さを延長するなど同年7月からの安全法規改訂に対応。併せて車両本体価格の変更を行った。
- 2013年6月3日 - 一部改良。「15S」・「15M」・「15G」のトランスミッションをCVTに変更したことで燃費を向上し、「平成27年度燃費基準+20%」を達成。さらに、全車でメーターデザインを変更し、燃費計を追加。インパネをブラックに変更した。併せて、グレード体系を整理し、1.2L車（「12S」・「12M」）と1.8L車（「18M」・「18G」）を廃止した。
- 2016年2月4日 - 一部改良[1]。同年4月1日より適用されるオフセット衝突時の乗員保護の技術基準と、同年8月1日に適用される自動車の電磁両立性の技術基準への適合を実施し、併せてメーカー希望小売価格の改定も行われた。
- 2017年2月9日 - マイナーチェンジ[2]。エマージェンシーブレーキ、LDW（車線逸脱警報システム）、VDCの予防安全装備3点をセットにした「セーフティパッケージ」を「15S」・「16S」を除く全車に標準装備。外観はフロントグリルやフロントバンパーの変更によりフロントフェイスが刷新され、内装はグローブボックスやインパネアッパーボックスの容量を拡大した。また、「15G」・「16G」はこれまでオプション設定だったUVカット機能付プライバシーガラス（リアドア、クォーター、テールゲート）を標準装備化し、リアシートのクッションや座面角度を最適化した。
- 2019年4月 - 販売終了。公式ホームページからも削除された。これにより、三菱は日本国内における小型商用車市場から完全撤退するとともに、日本国内市場におけるランサーの商標も消滅することとなった。